# Drum Mountains, Utah
Die Drum Mountains oder Detroit Mountains sind ein Wüstengebirge in den Counties Juab und Millard im Westen Utahs. Sie liegen in der Basin and Range Province, einer Reihe von im Allgemeinen von Norden nach Süden verlaufenden Gebirgszügen und Tälern (oder Becken), die sich von Zentral-Utah bis Ost-Kalifornien und von Süd-Idaho bis nach Sonora, Mexiko, erstrecken.

## Geologie

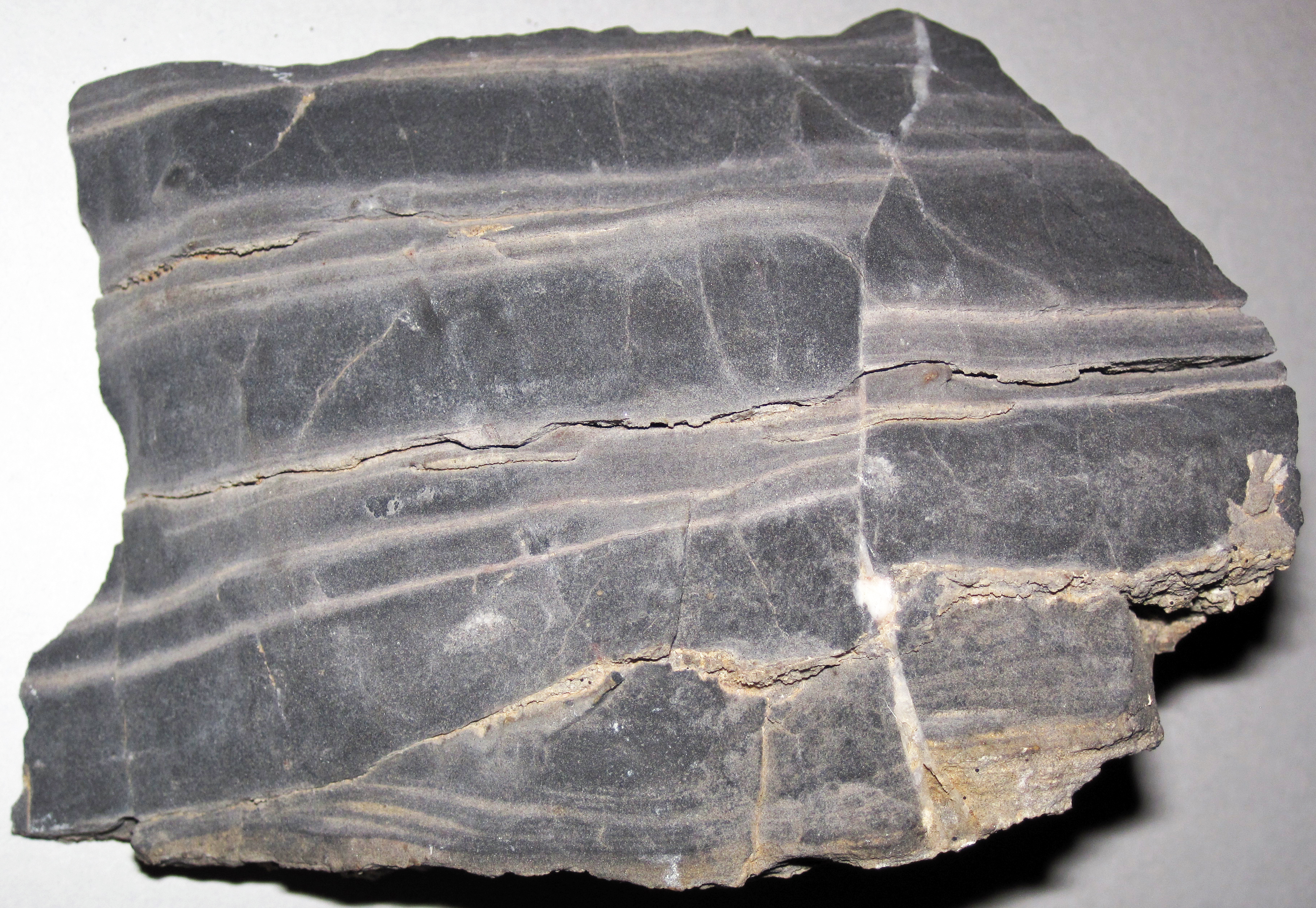
Mittelkambrischer Kalkstein aus den Drum Mountains

Während des Kambrium stand dieses Gebiet unter Wasser, wodurch die marinen Sedimente (Kalksteine und Schiefer) entstanden, die heute zu Tage treten. Bei den Formationen aus dieser Zeit handelt es sich im Allgemeinen um Ablagerungen in tieferen Gewässern (Abhang zum Becken und Außenschelf).
Die Drum Mountains sind stratigraphisch vollständig (d. h. es gibt keine Lücken in der Abfolge der Schichten) und im Allgemeinen ungestört. Aus diesem Grund wurde hier der Beginn der Drumium-Stufe der geologischen Zeitskala definiert.